# Martin Lundström
Martin Lundström (n. 30 mai 1918, Comuna Norsjö, Comitatul Västerbotten, Suedia – d. 30 iunie 2016, Umeå, Comitatul Västerbotten, Suedia) a fost un schior de fond ce a reprezentat Suedia, medaliat olimpic. A participat la 2 ediții ale Jocurilor Olimpice (1948, 1952) în care a câștigat două medalii de aur și o medalie de bronz.